# وودباین (آیووا)
وودباین (به انگلیسی: Woodbine) شهری در ایالت آیووا کشور ایالات متحده آمریکا است که جمعیت آن در سرشماری سال ۲۰۱۰ میلادی، ۱٬۴۵۹ نفر بوده‌است.